# 1908 en mathématiques
| Années des mathématiques : 1905 - 1906 - 1907 - 1908 - 1909 - 1910 - 1911    |
| Décennies des mathématiques : 1870 - 1880 - 1890 - 1900 - 1910 - 1920 - 1930 |

Cet article présente les faits marquants de l'année 1908 en mathématiques.

## Évènements
- 13 février : le mathématicien allemand Ernst Zermelo réalise une axiomatisation de la théorie des ensembles (théorie des ensembles de Zermelo)[1] dans un article intitulé Untersuchungen über die Grundlagen der Mengenlehre publié dans les Mathematische Annalen et daté du 30 juillet 1907[2].

### Date non renseignée
- Le mathématicien slovène Josip Plemelj résout du problème de Riemann-Hilbert (en) sur l'existence d'une équation différentielle avec un groupe monodromique donné[3]. Il utilise le théorème de Sokhotski–Plemelj.
- Le mathématicien britannique Godfrey Harold Hardy et le médecin allemand Wilhelm Weinberg (en) énoncent indépendamment la loi de Hardy-Weinberg, un modèle mathématique permettant de prévoir l'évolution génétique d'une population[4].
- Le statisticien britannique  William Gosset définit anonymement la loi de Student[5].

## Naissances
- 4 janvier : William Schieffelin Claytor (mort en 1967), mathématicien américain.
- 14 janvier : Alexis Hocquenghem (mort en 1990), mathématicien français.
- 18 janvier : Jacob Bronowski (mort en 1974), mathématicien britannique d'origine polonaise.
- 8 février : Herbert von Kaven (mort en 2009), mathématicien allemand.
- 9 février : Alexander Dinghas (mort en 1974), mathématicien allemand d'origine grecque.
- 10 février :  Ida Busbridge (morte en 1988), mathématicienne britannique.
- 12 février : Jacques Herbrand (mort en 1931), mathématicien et logicien français.
- 8 mars : Hoàng Xuân Hãn (mort en 1996), historien et mathématicien vietnamien.
- 26 mars : Theodore Motzkin (mort en 1970), mathématicien allemand.
- 9 mai : Nikolaï Piskounov (mort en 1977), mathématicien soviétique.
- 28 mai : Egbert van Kampen (mort en 1942), mathématicien néerlandais.
- 11 juillet : Alfred H. Clifford (mort en 1992), mathématicien américain.
- 23 août : John Arthur Todd (mort en 1994), mathématicien géomètre britannique.
- 3 septembre : Lev Pontriaguine (mort en 1988), mathématicien soviétique.
- 6 octobre : Sergueï Sobolev (mort en 1989), mathématicien et physicien atomique russe.
- 8 octobre : Hans Heilbronn (mort en 1975), mathématicien allemand.
- 28 octobre : Margaret Gurney (née en 1908), mathématicienne, statisticienne et programmeuse informatique américaine.
- 12 novembre : Kustaa Adolf Inkeri (mort en 1997), astronome et mathématicien finlandais.
- 13 décembre : Leon Bankoff (mort en 1997), dentiste et mathématicien américain.
- 23 décembre : Hugo Hadwiger (mort en 1981), mathématicien suisse.

## Décès
- 19 février : Hermann Laurent (né en 1841), mathématicien français.
- 1er mars : Heinrich Maschke (né en 1853), mathématicien allemand.
- 20 novembre : Gueorgui Voronoï (né en 1868), mathématicien russe.